# Från Astrid till Lindgren
Från Astrid till Lindgren är en roman från 2007 skriven av Vladimir Oravsky, Kurt Peter Larsen och anonym.
Boken handlar om en orädd, viljestark och målmedveten ensam mor i en tid när det ansågs skamligt att vara ogift och ha barn.
År 2004 skulle boken som först kallades "Astri mi! En berättelse" ges ut, men förlaget stoppade utgivningen. Ytterligare två andra svenska förlag avbröt utgivningen. Bokförlaget h:ström var det fjärde förlag som accepterade manuskriptet och lanserade boken 2007 i samband med Astrid Lindgrens 100-årsdag under titeln Från Astrid till Lindgren.